# 18 Candles the Early Years
Albums de Silverstein
Discovering the Waterfront
(2005) Arrivals And Departures
(2007)
18 Candles the Early Years est un album du groupe de hardcore/emo Silverstein produit par Victory Records en 2006.

## Liste des titres
| No  | Titre                                          | Durée |
| --- | ---------------------------------------------- | ----- |
| 1.  | Waiting Four Years                             |       |
| 2.  | Wish I Could Forget You                        |       |
| 3.  | Friends in Fallriver                           |       |
| 4.  | Summer's Stellar Gaze                          |       |
| 5.  | My Consolation                                 |       |
| 6.  | Forever and a Day                              |       |
| 7.  | Red Light Pledge                               |       |
| 8.  | Dawn of the Fall                               |       |
| 9.  | Wish I Could Forget You                        |       |
| 10. | Bleeds No More                                 |       |
| 11. | Last Days of Summer                            |       |
| 12. | Waiting Four Years                             |       |
| 13. | My Heroine (Acoustic)                          |       |
| 14. | Call It Karma (Acoustic)                       |       |
| 15. | Discovering the Waterfront (Live)              |       |
| 16. | Defend You (Live)                              |       |
| 17. | Bleeds No More (Live)                          |       |
| 18. | Smile in Your Sleep (A Crude Mechanical Remix) |       |